# Ectopria tachikawai
Ectopria tachikawai is een keversoort uit de familie keikevers (Psephenidae). De wetenschappelijke naam van de soort werd in 1968 gepubliceerd door Satô.